# Bitwa pod Döffingen
Bitwa pod Döffingen (niem. Schlacht bei Döffingen) – starcie zbrojne, które miało miejsce dnia 23 sierpnia 1388 r. w trakcie wojny miast w Niemczech. Bitwa była militarnym podsumowaniem szeregu konfliktów pomiędzy związkiem miejskim a rycerstwem oraz związkiem miejscowych władców wspieranych przez hrabiego Eberharda II Wirtemberskiego. Döffingen w dzisiejszych czasach stanowi dzielnicę Grafenau w Wirtembergii.

## Kulisy konfliktu
Związki miejskie były sojuszami militarnymi miast Rzeszy. Szczególnie miasta mniejsze lub średniej wielkości narażone były na oddanie w zastaw pożyczkodawcom lub wyprzedanie przez będącego w tarapatach finansowych cesarza. Tym samym dostawały się pod bezpośrednią jurysdykcję miejscowych władców, tracąc dotychczasowe przywileje. Głównym celem sojuszy miejskich było zapewnienie sobie praw wolnościowych. Skierowane były one także przeciwko dążeniom władców do terytorialnej ekspansji na ziemie Bawarii, Wirtembergii oraz Austrii.
W Wirtembergii sojusz Miast Górnej Szwabii był szczególnie nie na rękę hrabiemu Eberhardowi II, który zamierzał zwiększyć swoje posiadłości o kilka miast. Miasta Górnej Szwabii pod przewodnictwem miasta Ulm zawiązały dnia 4 lipca 1376 r. Związek Miast Szwabskich. Rok później doszło do bitwy pod Reutlingen, w wyniku której wojska z Reutlingen okazały swoją wyższość w starciu z synem hrabiego Eberharda Ulrichem Wirtemberskim.
W następnych latach do Związku Miast dołączali kolejni sojusznicy. W roku 1381 doszło do utworzenia Południowo-niemieckiego Związku Miast (po połączeniu się z drugim Reńskim Związkiem Miast). W odpowiedzi na to, władcy terytorialni utworzyli w roku 1383 tzw. Związek Władców Norymbergi. O interesy tego sojuszu miał dbać sam cesarz Wacław IV Luksemburski.
Do sojuszu miejskiego przyłączył się m.in. arcybiskup Pilgrim II von Salzburg, będący w sporze z księciem Stefanem III Bawarskim. W roku 1387 arcybiskup został jednak uwięziony przez książąt bawarskich. Przedłużająca się niewola arcybiskupa wywołał w miastach protesty i przyczynił się wybuchu wojny miast z Bawarią.

## Bitwa
Kampanię przeciwko hrabiemu Eberhardowi II przedsięwzięły Augsburg oraz Ulm. Na czele armii Związku Miast stał Konrad Besserer z Ulm, który skierował się przez Esslingen w kierunku Weil. Po drodze żołnierze oraz knechci palili zboża oraz plądrowali posiadłości chłopstwa Wirtembergii, niszcząc domostwa oraz kradnąc bydło.
Wieść o nadciągającej armii szybko rozpowszechniła się wśród chłopów z okolic Döffingen, którzy poszukali schronienia w miejscowym kościele otoczonym murem. W średniowieczu kościoły uchodziły jako ,,nietykalne,, będące strefą wolną od walk. Nie zostało to jednak uhonorowane przez wojska nadchodzące z Weil, które otoczyły Döffingen oraz miejscowy kościół.
W międzyczasie hrabia Eberhard nie pozostawał bezczynny. Zebrał on armię rycerstwa, knechtów i oddanych mu chłopów w okolicy Leonberg. Armia ta pociągnęła w dniu 23 sierpnia w kierunku Döffingen. O samej bitwie średniowieczne źródła mówią niewiele.
Straż przednią Związku prowadził Ulrich Wirtemberski na czele 50 ludzi. Niesiony ambicją pomszczenia swojej poprzedniej porażki, uderzył ze swoimi ludźmi na przeciwnika. Atak kosztował go jednak życie a jego oddział został całkowicie rozbity przez miejscowe siły. Następnie do walki włączyła się armia Eberharda, wsparta przez załogę Döffingen. W trakcie walk padł m.in. dowódca miasta Konrad Besserer. Wówczas na plecy armii Związku uderzyły wojska namiestnika Herrenbergu Wernera von Rosenfelda, które nadciągnęły od południa. Atak spowodował zamieszanie w szeregach armii Związku Miast, a jej żołnierze umknęli do Weil, gdzie schronili się za murami miejskimi.
Straty wojsk Związku Miast szacowane są na około 1000 ludzi. Ciała zabitych wirtemberskich żołnierzy odtransportowano na 40 wozach co daje przypuszczenie o około 600 ofiarach.
Konflikt militarny w rywalizacji pomiędzy Związkiem Miast a władcami terytorialnymi osiągnął swój punkt szczytowy. Do hrabiego Eberharda przyłączyli się wkrótce hrabia palatynacki Ruprecht, hrabia Fryderyk Norymberski oraz inni władcy.

## Następstwa
Po porażce miasta Górnej Szwabii nie były już w stanie wystawić nowej armii. Krótko potem wojska Związku Reńskiego w dniu 6 listopada 1388 r. uznały wyższość sił Ruprechta pod Worms, co spowodowało rozłam w szeregach Związku. Interesy rozrzuconych na dużej przestrzeni kraju miast, nie były jednolite. W zawartym przez cesarza Wacława układzie pokojowym w Chebie (niem Eger), podpisanym przez większość miast, Związki miejskie utraciły swoją ważność a władcy terytorialni wzmocnili swoją pozycję.